# Bol'šoj Kinel'
Il Bol'šoj Kinel' (in russo Большой Кинель?, grande Kinel') è un fiume della Russia europea sudorientale (Orenburg e di Samara), affluente di destra della Samara (bacino idrografico del Volga).
Nasce dal versante settentrionale dei rilievi collinari dell'Obščij Syrt, nella regione di Orenburg non lontano dall'insediamento di Ponomarëvka; scorre con direzione mediamente occidentale su tutto il percorso, attraversando le zone di steppa arida ad est del Volga e toccando i centri di Buguruslan (nella oblast' di Orenburg), Pochvistnevo e Otradnyj (nella oblast' di Samara). Sfocia nella Samara a 68 km dalla foce in corrispondenza del bacino di Samara. Il fiume ha una lunghezza di 422 km, l'area del suo bacino è di 14 900 km².
I maggiori affluenti sono il Malyj Kinel' e il Kutuluk, provenienti dalla sinistra idrografica.